# Lorem ipsum

ウェブページのレイアウトの例（正式な文書が出来上がる前に「lorem ipsum」を流し込んで作ったもの）

lorem ipsum（ロレム・イプサム、略してリプサム lipsum ともいう）とは、出版、ウェブデザイン、グラフィックデザインなどの諸分野において使用されている典型的なダミーテキスト。書籍やウェブページや広告などのデザインのプロトタイプを制作したり顧客にプレゼンテーションしたりする際に、まだ正式な文章の出来上がっていないテキスト部分の書体（フォント）、タイポグラフィ、レイアウトなどといった視覚的なデザインを調整したりわかりやすく見せるために用いられる。
「lorem ipsum」は様々なバリエーションがあるが、もっとも一般的なテキストは以下の通りである。

## グリーキング
文書のレイアウトを決める際、テキストの入る部分はべた塗りや記号にするよりは実際の出来上がりに近いフォントによる文章を入れた方が完成時の姿を想像しやすい。しかし一方で、文章が入ると文書全体のデザインよりも文章の内容の方に意識が集中してしまう。そこで欧米などの出版業界やデザイン業界ではタイポグラフィやレイアウトにプレゼンテーションの焦点を当てるため、意味の全くない文字の羅列をテキスト部分に流し込む。
こういった意味不明のダミーテキストを、ギリシャ語（英語圏などでは意味のわからない文章の典型としてギリシャ語が引き合いに出される）にちなみ「グリーキング」という。「lorem ipsum」は、英米の出版業界で1960年代かそれ以前の活版印刷の時代から使われた典型的なグリーキング用の文字列であるが、これはギリシア語ではなくラテン語がもとである。「lorem ipsum」は古典ラテン語に非常によく似ているが、実際には全く意味を持たないように作られている。
このテキストが現在の形になったのはいつであるかは正確にはわからないが、おそくとも1960年代と考えられている。特にイギリスのLetraset社の書体見本の広告で長年使われ有名になった。今日の一般的なバージョンは、アルダス社が1980年代半ばにMacintosh向けに開発した史上初のDTPソフト「Aldus PageMaker」（後の「Adobe PageMaker」を経て現在の「Adobe InDesign」）のために作られた。アートディレクターのローラ・ペリー（Laura Perry）はタイポグラフィの見本から古い形の「lorem ipsum」テキストを取り出してソフトに使用されるダミーテキストに採用した。この「lorem」テキストは現在もInDesignのテンプレートに使用されている。

## テキストの出典
このテキストは、もとは古代ローマの政治家・哲学者キケロの『De finibus bonorum et malorum』（善と悪の究極について）という著作から取られている。もとの文章では始まりの部分はこのようである。
Neque porro quisquam est qui dolorem ipsum quia dolor sit amet, consectetur, adipisci velit

同様に、悲しみそのものを、それが悲しみであるという理由で愛する者や、それゆえ得ようとする者は、どこにもいない。
「lorem ipsum」の出典は、ラテン文学者でバージニア州のハンプデン・シドニー大学（英語: Hampden–Sydney College）で出版部門を指揮していたリチャード・マクリントック（Richard McClintock）により、めったに使われることのない「consectetur」という語を手掛かりに、古典の中から探し当てられた。
元のラテン語の文章は以下のとおりである。

[32] Sed ut perspiciatis, unde omnis iste natus error sit voluptatem accusantium doloremque laudantium, totam rem aperiam eaque ipsa, quae ab illo inventore veritatis et quasi architecto beatae vitae dicta sunt, explicabo. Nemo enim ipsam voluptatem, quia voluptas sit, aspernatur aut odit aut fugit, sed quia consequuntur magni dolores eos, qui ratione voluptatem sequi nesciunt, neque porro quisquam est, qui dolorem ipsum, quia dolor sit, amet, consectetur, adipisci velit, sed quia non numquam eius modi tempora incidunt, ut labore et dolore magnam aliquam quaerat voluptatem. Ut enim ad minima veniam, quis nostrum exercitationem ullam corporis suscipit laboriosam, nisi ut aliquid ex ea commodi consequatur? Quis autem vel eum iure reprehenderit, qui in ea voluptate velit esse, quam nihil molestiae consequatur, vel illum, qui dolorem eum fugiat, quo voluptas nulla pariatur?

[33] At vero eos et accusamus et iusto odio dignissimos ducimus, qui blanditiis praesentium voluptatum deleniti atque corrupti, quos dolores et quas molestias excepturi sint, obcaecati cupiditate non provident, similique sunt in culpa, qui officia deserunt mollitia animi, id est laborum et dolorum fuga. Et harum quidem rerum facilis est et expedita distinctio. Nam libero tempore, cum soluta nobis est eligendi optio, cumque nihil impedit, quo minus id, quod maxime placeat, facere possimus, omnis voluptas assumenda est, omnis dolor repellendus. Temporibus autem quibusdam et aut officiis debitis aut rerum necessitatibus saepe eveniet, ut et voluptates repudiandae sint et molestiae non recusandae. Itaque earum rerum hic tenetur a sapiente delectus, ut aut reiciendis voluptatibus maiores alias consequatur aut perferendis doloribus asperiores repellat.
この大意は以下のとおりである。

[32]しかし私は、喜びを非難して苦痛を賞賛するという誤ったこの考えがすべてどのようにして誕生したかをあなたに説明しなければならないから、私はあなたにその体系を完璧に説明し、真実を求める偉大な探究家、人間の喜びを築く建築家の実践的な教えを詳しく説明しよう。だれも喜びそのものを、それが喜びであるという理由で拒んだり、嫌ったり、避けたりはしない。しかし、どのようにして喜びを理性的に追求するかを知らない人たちは非常に苦痛な結末に直面する。同様に、苦痛そのものを、それが苦痛であるという理由で愛したり、探したり、手に入れることを望んだりする者もいない。しかし、ときには苦労や苦痛がその人に大いなる喜びをいくらかもたらす状況がおこることがある。些末な例を挙げると、私たちのうちのだれが、そこから何か有益なものを得られないのに、骨の折れる肉体運動を引き受けるだろうか？しかしだれに、いらだたしい結末のない喜びを享受することを選ぶ人や、その結果としての喜びを生み出さないような痛みを避ける人にある、落ち度を見つける権利はあるのだろうか？
[33]一方、わたしたちは正当な憤りをもって批判する。そして、今の喜びの魅力にだまされてあまりにもやる気を失い、欲望によってあまりにも盲目的になってしまうことで、その後に起こるべき苦痛や困難を予想できなくなってしまう人たちを嫌う；そして、同等の非難は意志の弱さによって自身の務めに失敗する人たちにも当てはまる。これは苦労から苦痛へと縮小することと等しい。これらの場合は完全に単純で、見分けるのはたやすい。自由なときにおいて、選択の力に制約がなく、いちばん好きなものを選ぶのに一切の妨げがないとき、あらゆる喜びが受け入れられ、あらゆる苦痛が避けられる。しかし、ある特定の状況において務めや義務により、しばしば喜びを拒み、いらだたしいことを受け入れなければならないことが起こる。賢い人間はそれゆえ常に、この選択の原則によってこれらの問題を制する：賢い人間は他のより大きな喜びを確実に手に入れるためならば喜びを拒み、あるいはよりひどいものを避けるために苦痛に耐える。

## バリエーション
「lorem ipsum」の典型的なテキストのほかにも、原典からの距離の様々なバリエーションが存在する。他のバージョンでは、ラテン語にはあまり登場しないか存在しない「k」「w」「z」などの文字を挿入したり、これらの文字の含まれる無意味な語、たとえば「Z.zril」「takimata」「gubergren」などを挿入したりして、英語の文字の出現頻度により近付けるというものもある。
また「lorem ipsum」以外では、キケロが元老院でカティリナを弾劾した『In Catilinam』（カティリナ弾劾演説）の有名な出だしが使われることもある。
Quo usque tandem abutere, Catilina, patientia nostra? Quam diu etiam furor iste tuus nos eludet? . . .
編集・デザイン用ソフトウェアの中には、伝統的な「lorem」テキストをデフォルトで用意しているほかに、「lorem」テキストをランダムに自動生成する機能のあるものもある。こうして作られたテキストは、「lorem」テキストに似た寄せ集めラテン語を自動生成したり、ラテン語に似ない意味不明の文章を作るものもある。
日本語の場合はランダムに生成された文章以外に、著作権が切れた小説（宮沢賢治の『ポラーノの広場』の一節、「あのイーハトーヴォのすきとおった風…」など）が利用されることもある。